# Suchodolina
Suchodolina – wieś w Polsce położona w województwie podlaskim, w powiecie sokólskim, w gminie Dąbrowa Białostocka.
Siedziba klucza suchodolińskiego Ekonomii Grodzieńskiej, w skład którego  wchodziły następujące wsie: Sadowo, Bity Kamień, Wiązówka, Brzozowe i Kruhłe – jak pisze Leszek Postołowicz w periodyku "Białostocczyzna" (Nr 1/1995).
W latach 1954–1972 wieś należała i była siedzibą władz gromady Suchodolina. W latach 1975–1998 miejscowość administracyjnie należała do województwa białostockiego.
Przy wiejskiej ulicy rośnie lipa – "Pomnik Przyrody Prawem Chroniony-237". W  centralnej części olbrzymiego pnia, w  naturalnie powstałej wnęce znajduje się niedużych rozmiarów kapliczka z figurką Matki Bożej. Wiek drzewa jest szacowany na około 300 lat. Od niepamiętnych czasów służy ono za kapliczkę, przy której do dziś okoliczni mieszkańcy odbywają nabożeństwa majowe. Nosi ono miano "Świętej lipki" i od wieków zatrzymywali się przy niej pątnicy, udający się do sanktuarium w Różanymstoku. W Suchodolinie mieszkał czołowy liryk polskiego sentymentalizmu – Franciszek Karpiński (1741-1825), który napisał tu kolędę "Bóg się rodzi” oraz pieśń "Kiedy ranne wstają zorze”.
Wierni kościoła rzymskokatolickiego należą do parafii Ofiarowania Najświętszej Maryi Panny w Różanymstoku.